# Eriopyga agnata
Eriopyga agnata là một loài bướm đêm trong họ Noctuidae.